# 亚历山德拉·埃斯科瓦尔
玛丽亚·亚历山德拉·埃斯科瓦尔·格雷罗（西班牙語：María Alexandra Escobar Guerrero，1980年7月17日—），厄瓜多尔女子举重运动员，2001年世界举重锦标赛女子53公斤级铜牌得主、2010年南美运动会女子58公斤级金牌得主、2013年世界举重锦标赛女子58公斤级银牌得主。